# 태어난 김에 세계일주 3
태어난 김에 세계일주 3는 문화방송의 여행 전문 예능 프로그램이다. 프로그램의 요약으로는 "지금껏 보지 못한 새로운 스타일의 극사실주의 여행 예능 프로그램"이다. 약칭은 태계일주3이다.

## 기획의도
태어난 김에 자신의 버킷리스트를 이뤄나가는 기안84 이번엔 원시의 바다로 향한다! 태초의 자연을 품은 비밀의 섬, 마다가스카르! 바닷길 위 자유를 찾아 섬 타러 떠나는 <태계일주> 세 번째 여행!

## 방송 시간
| 방송 채널 | 방송 기간                          | 방송 시간                           | 비고 |
| --------- | ---------------------------------- | ----------------------------------- | ---- |
| MBC TV    | 2023년 11월 26일 ~ 2024년 1월 28일 | 매주 일요일 밤 9시 10분 ~ 10시 55분 |      |
| MBC TV    | 2024년 2월 4일                     | 매주 일요일 밤 9시 10분 ~ 11시 10분 |      |

## 출연진
- 기안84
- 덱스
- 빠니보틀
- 이시언 (7회 ~ 10회)

### 스튜디오 MC
- 사이먼 도미닉
- 장도연
- 이승훈 (위너)

## 시청률
시청률은 닐슨코리아를 기준으로 한다.
| 회차 | 방송일           | AGB 시청률     |
| 회차 | 방송일           | 대한민국(전국) |
| ---- | ---------------- | -------------- |
| 1회  | 2023년 11월 26일 | 5.7%           |
| 2회  | 12월 3일         | 5.2%           |
| 3회  | 12월 10일        | 5.5%           |
| 4회  | 12월 17일        | 6.7%           |
| 5회  | 12월 24일        | 5.8%           |
| 6회  | 2024년 1월 7일   | 6.5%           |
| 7회  | 1월 14일         | 6.7%           |
| 8회  | 1월 21일         | 6.7%           |
| 9회  | 1월 28일         | 6.6%           |
| 10회 | 2월 4일          | 6.2%           |

## 결방
2023년
- 12월 31일 : 《2023년 MBC 가요대제전》 편성으로 결방.

## 같이 보기
관련 항목
- 세계 일주

동일 소재 프로그램
- 걸어서 환장 속으로
- 배틀트립
- 어서와~ 한국은 처음이지?